# Itchy et Scratchy
Vous lisez un « bon article » labellisé en 2017.
Itchy et Scratchy (ou Pipique et Gratte au Québec dans les trois premières saisons et The Itchy & Scratchy Show en version originale) est une série télévisée d'animation fictive diffusée à l'intérieur de la série télévisée d'animation Les Simpson, en guise de comique de répétition. En général, elle fait partie du Krusty the Clown Show, émission regardée régulièrement par Bart et Lisa Simpson. Itchy et Scratchy dépeint une souris bleue anthropomorphe, Itchy (doublée par Dan Castellaneta en version originale et par Régine Teyssot en version française), qui mutile et tue à plusieurs reprises un malheureux chat noir anthropomorphe, Scratchy (doublé par Harry Shearer en version originale et par Gilbert Lévy et Michel Modo en version française). Le dessin animé apparaît pour la première fois dans le court métrage diffusé pendant le Tracey Ullman Show, The Bart Simpson Show, le 20 novembre 1988. La première apparition de Itchy et Scratchy dans la série est dans l'épisode Simpsonothérapie diffusé en 1990. Généralement sous la forme d'un dessin animé de quinze à soixante secondes, la série est remplie de violence gratuite. Les Simpson présente parfois des personnages liés à la production de Itchy et Scratchy, comme Roger Meyers, Jr. (doublé par Alex Rocco puis Hank Azaria en version originale) qui dirige le studio et produit la série.
Les personnages d'Itchy et Scratchy sont des parodies grotesques et extrêmement violentes de Tom et Jerry et de Herman et Katnip. Leurs noms sont inspirés de Pixie et Dixie, les deux souris de la série Pixie et Dixie et Mr. Jinks. La bande dessinée italienne Squeak the Mouse est aussi considérée comme une source manifeste d'inspiration pour les deux personnages. La souris est presque toujours l'agresseur et, comme dans Tom et Jerry, est presque toujours le vainqueur, tuant Scratchy ou tout autre chat dans les parages. Les petits dessins animés sont si prisés des scénaristes et des animateurs des Simpson que ceux-ci décident souvent d'en ajouter un lorsqu'un épisode a besoin d'être allongé. Les courts métrages d'Itchy et Scratchy étant également très appréciés par les adeptes de la série, les scénaristes décident de créer des épisodes entiers autour de la production de ceux-ci. Le premier, diffusé pendant la deuxième saison est Tous à la manif, un épisode qui critique la censure. Entre autres épisodes à donner un rôle de premier plan à Itchy et Scratchy on peut citer  Itchy et Scratchy, le film, Le Roi du dessin animé, Itchy et Scratchy Land, Le Jour où la violence s'est éteinte, Itchy, Scratchy et Poochie et Simpson Horror Show IX.

## Rôle dansLes Simpson

### Généralités
Itchy et Scratchy est une série à l'intérieur d'une série qui apparaît occasionnellement dans des épisodes des Simpson. En général, elle se présente sous la forme de courts dessins animés, d'une durée de douze à soixante secondes, remplis de violence gratuite, principalement exercée par Itchy la souris sur Scratchy le chat. Itchy et Scratchy est diffusée comme segment de l'émission de Krusty le clown et elle est également diffusée pendant ses brefs remplacements, comme Sideshow Bob's Cavalcade of Whimsy ou Gabbo,.
Les épisodes d'Itchy et Scratchy sont en général des parodies de dessins animés traditionnels ou des imitations de films célèbres, mais l'intrigue et le contenu en sont toujours violents,. L'exemple le plus évident est celui de Tom et Jerry, série animée tournant elle aussi autour d'une bataille constante entre un chat et une souris et dont la souris sort habituellement victorieuse. La série comprend également des courts métrages comme Scratchasia, parodie du film de Disney Fantasia, et Pinocchio, parodie du film homonyme. Les clins d'œil au monde de l'animation sont aussi monnaie courante, comme l'épisode Folie à Manhattan dans Le Jour où la violence s'est éteinte, qui s'inspire des tout premiers dessins animés comme Gertie le dinosaure. Parfois Itchy et Scratchy sont utilisés pour représenter une version exagérée du problème de l'épisode qui les contient, comme dans l'épisode de la cinquième saison, Homer dans l'espace, où Homer est embauché par la NASA et envoyé dans l'espace et où il regarde un épisode d'Itchy et Scratchy qui parodie directement les films 2001, l'Odyssée de l'espace et Alien,.

### Production fictive
Chester J. Lampwick crée le personnage d'Itchy pour le film muet, actuellement perdu, Folie à Manhattan (Manhattan Madness), sorti en 1919, année du premier épisode de Félix le Chat, dans lequel la souris attaque sauvagement et tue un Irlandais et Theodore Roosevelt. Cependant, le personnage est plus tard volé par Roger Meyers. Scratchy fait sa première apparition dans un dessin animé de 1928, intitulé Un joyeux chat (That Happy Cat). Ce film, une animation longue de treize secondes, présentant le chat inclinant son chapeau en sifflant, est un échec commercial. Plus tard la même année, le premier épisode rassemblant Itchy et Scratchy est diffusé, Steamboat Itchy, une parodie violente du Steamboat Willie de Disney. En plus des courts métrages animés, Itchy et Scratchy sont présents dans une série radiophonique de l'époque de la Seconde Guerre mondiale, dans au moins deux films, Pinocchio (Pinitchio) et Scratchtasia, parodies de Pinocchio et Fantasia et dans des publicités pour les cigarettes Laramie,,.
Les studios d'Itchy et Scratchy sont dirigés par Roger Meyers, Jr., le fils de Roger Meyers, le créateur supposé des cartoons. L'entreprise fait faillite lorsque Chester Lampwick lui demande un dédommagement de 800 millions de dollars, mais elle est sauvée après avoir reçu une énorme somme d'argent de la part du gouvernement pour avoir plagié le personnage de Mr. Zip.
À la suite d'une campagne de protestation menée par Marge Simpson, la série fait une brève cure de non-violence jusqu'à ce que Marge soit évincée. Le succès d'Itchy et Scratchy entraîne une adaptation cinématographique oscarisée, des parcs de loisir, une comédie musicale et, comme l'émission de Krusty, des versions locales sont produites pour d'autres pays comme le Itchem and Scratchem Blow jamaïcain,,,.

## Personnages

### Dans la série

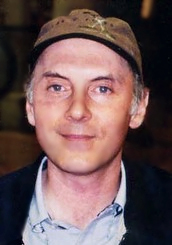
Dan Castellaneta prête sa voix à la souris Itchy dans la version originale des Simpson.

Itchy et Scratchy sont les deux personnages principaux de la série,. Le duo apparaît pour la première fois dans le court métrage du Tracey Ullman Show, Bart fait son show, diffusé le 20 novembre 1988 sur la Fox. Leur première apparition dans Les Simpson se fait pendant l'épisode de la première saison, Simpsonothérapie. Itchy, doublée par Dan Castellaneta en version originale et par Régine Teyssot en version française, est une souris bleue,,. Dans les batailles auxquelles se livre le tandem, elle est habituellement l'agresseur et le vainqueur du malheureux Scratchy,. L'épisode Homer va à la fac fait exception. En effet, pendant cet épisode Bart et Lisa regardent un dessin animé intitulé Burning Down the Mouse ; pour reprendre les termes de Lisa : « C'est celui où Scratchy finit par avoir Itchy ». Cependant, la télévision des Simpson se débranchant accidentellement, personne ne peut voir la fin du cartoon et Krusty déclare que la chaîne ne « laissera plus revoir ça avant des millions d'années ». Scratchy, doublé par Harry Shearer en version originale et par Gilbert Lévy et Michel Modo en version française, est un chat noir ne payant pas de mine et obtus,,. En général, il est la victime de sévices sadiques de la part d'Itchy. Les scénaristes, oubliant souvent qui est qui, ont trouvé une astuce : le nom de « Scratchy » contient les lettres « c », « a » et « t », soit « cat » en anglais, il s'agit donc bien du chat.
Poochie, doublé par Dan Castellaneta et Alex Rocco en version originale et par Philippe Peythieu en version française, est un chien anthropomorphe qui apparaît dans l'épisode de la huitième saison, Itchy, Scratchy et Poochie. Dans l'épisode, les producteurs d'Itchy et Scratchy pensent que l'émission est en train de s'essouffler et qu'un coup de jeune, sous la forme d'un nouveau personnage, lui ferait du bien. Homer Simpson est choisi pour prêter sa voix à Poochie, qui fait son entrée dans le cartoon Le beagle a atterri (The Beagle Has Landed). Produit des cogitations du département marketing, Poochie est universellement méprisé et les producteurs décident de le supprimer dès sa deuxième apparition, malgré les objections d'Homer. L'épisode renvoie à la fois aux séries télévisées qui introduisent de nouveaux personnages, censés faire remonter le taux d'audience, et une réponse aux plaintes croissantes des adeptes des Simpson. L'idée de base de l'épisode est que Poochie soit insupportable parce que trop riche plutôt que trop « cool ». Poochie fait ensuite quelques brèves apparitions dans des épisodes ultérieurs comme Simpson Horror Show IX et Big Mama Lisa,,.
Bouc le plouc, Fourmi Fasol, Cul-Cul Clan, respectivement un bouc, une fourmi et une palourde anthropomorphes, sont des personnages introduits dans l'émission Les Amis d'Itchy et Scratchy (Itchy and Scratchy and Friends). Bart et Lisa trouvent des peluches à leur effigie dans un magasin de souvenirs dans l'épisode Itchy et Scratchy Land.

### Équipe de production

#### Roger Meyers, Jr.

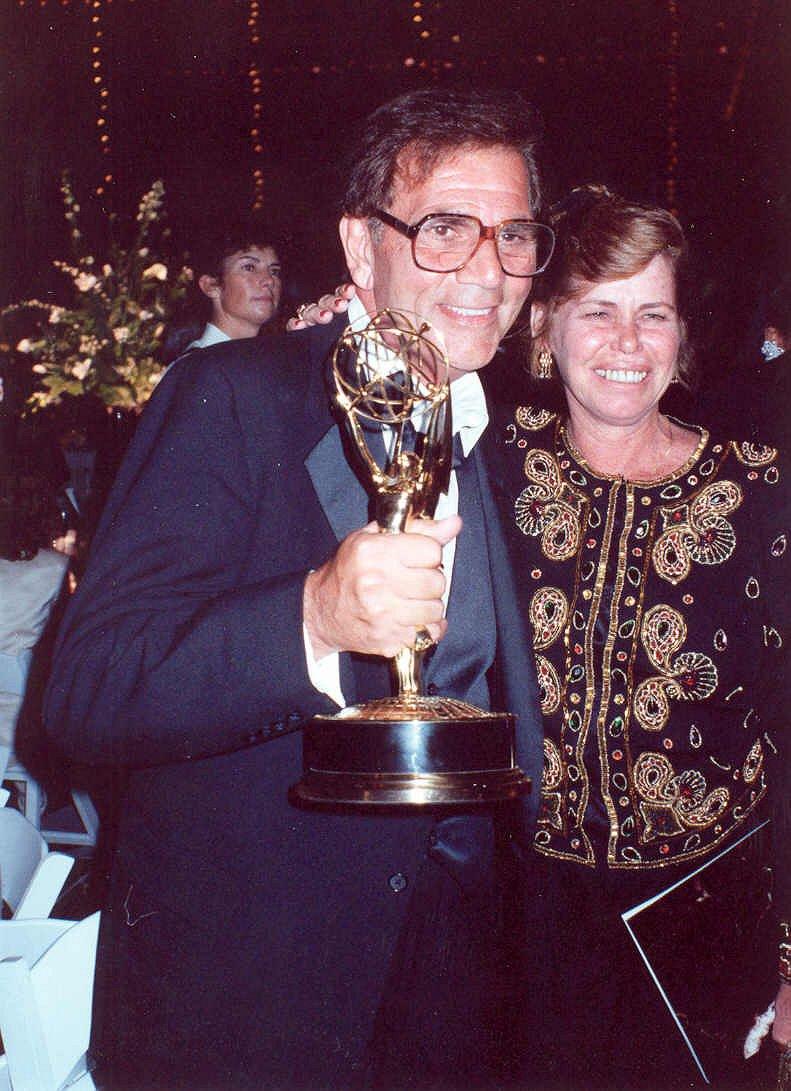
Alex Rocco, ici en 1990, prête sa voix au créateur président des studios d'Itchy et Scratchy, Roger Meyers, Jr.

Roger Meyers, Jr., doublé par Alex Rocco et Hank Azaria en version originale et par Patrick Guillemin et Pierre Laurent en version française, est le président du conseil d'administration des studios d'Itchy et Scratchy et le fils du créateur de la série, Roger Meyers. Il apparaît pour la première fois dans l'épisode de la deuxième saison, Tous à la manif. C'est un homme d'affaires blasé et égoïste ; responsable de la distribution de la série, il n'a que mépris pour les enfants qui en constituent le public. Il est également des plus odieux, ne s'intéressant qu'aux personnes qui peuvent lui être utiles. Cela se voit dans la façon dont il traite les scénaristes d'Itchy et Scratchy.
Le personnage est doublé par Alex Rocco dans les épisodes Le Jour où la violence s'est éteinte et Itchy, Scratchy et Poochie. À ce propos, il déclare qu'il aime prêter sa voix à ce personnage car il a l'impression de « devenir un gros bonnet ». Il confie avoir eu le trac lors du doublage de Tous à la manif car il n'avait jamais prêté sa voix à un personnage auparavant. Au début, il avait essayé de faire une voix spéciale, mais on lui dit d'« être simplement lui-même ». Alex Rocco est une des célébrités invitées préférées de Bill Oakley et Josh Weinstein, lesquels aiment le faire participer aux épisodes afin de pouvoir « s'amuser un peu avec lui ». Lorsque Rocco n'est pas disponible pour un doublage, Roger Meyers est doublé par Hank Azaria, comme dans Le Roi du dessin animé, L'Amoureux de Grand-Mère et Itchy et Scratchy Land.
L'orthographe de « Meyers » diffère à plusieurs reprises dans la série. Son nom de famille est écrit à la fois « Myers » et « Meyers » dans Tous à la manif et « Myers » dans Le Jour où la violence s'est éteinte,. Il s'écrit « Meyers » dans Le Roi du dessin animé ainsi que dans le livre de référence The Simpsons: A Complete Guide to Our Favorite Family,.

#### Roger Meyers Sr.
Roger Meyers Sr. fait sa première apparition dans une vidéo d'archive présentée dans l'épisode Itchy et Scratchy Land, et se trouve cantonné à un rôle muet. Le personnage a été créé parce que les scénaristes sentaient qu'il aurait été « illogique » que Roger Meyers Jr. soit le créateur d'Itchy et Scratchy. Roger Meyers Sr. présente des similitudes avec Walt Disney. Par exemple, l'antisémitisme supposé de Disney est parodié lorsqu'on découvre que Roger Meyers Sr. a créé un cartoon intitulé Les Supermen Nazis sont nos supérieurs (Nazi Supermen are Our Superiors),.

#### June Bellamy

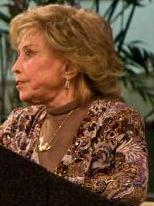
June Bellamy la doubleuse d'Itchy et de Scratchy fait référence à l'actrice June Foray, ici en 2007.

June Bellamy, doublée par Tress MacNeille en version originale, est l'actrice qui prête sa voix à Itchy et à Scratchy dans la série. Sa seule apparition est dans l'épisode Itchy, Scratchy et Poochie. Le personnage s'inspirerait de la doubleuse américaine June Foray, connue principalement pour avoir prêté sa voix au personnage de Mémé des Looney Tunes. Dans l'épisode, elle informe Homer que c'est une femme qui double les deux personnages, même si, en réalité, Itchy et Scratchy sont doublés par des acteurs masculins,.

#### Chester J. Lampwick
Chester J. Lampwick, doublé par Kirk Douglas en version originale, est le véritable créateur d'Itchy, il apparaît seulement dans l'épisode Le Jour où la violence s'est éteinte,. Le premier choix des producteurs pour doubler le personnage était l'acteur William Hickey, mais ce dernier refusa. La séance d'enregistrement de Kirk Douglas fut interrompue à de nombreuses reprises parce qu'il ne voulait pas porter le casque audio qu'on lui présentait et qu'il refusait de faire plus de deux prises,.

#### Les scénaristes
Dans plusieurs épisodes centrés sur la production d'Itchy et Scratchy, des caricatures de l'équipe des Simpson prennent le rôle de l'équipe du cartoon. La première fois que cela arrive, c'est dans l'épisode Tous à la manif, où l'on voit des caricatures de David Silverman, Wes Archer et Rich Moore. Dans Le Roi du dessin animé, sur une idée des animateurs, nombre de scénaristes des Simpson apparaissent : John Swartzwelder, George Meyer, Jeff Martin, Al Jean, Sam Simon, Jon Vitti et Mike Reiss. Cette blague entre initiés est reprise dans l'épisode Itchy, Scratchy et Poochie, où presque tous les scénaristes du cartoon sont des caricatures de l'équipe des Simpson de l'époque. Autour de la table de production se trouvent David X. Cohen, Bill Oakley et Josh Weinstein pendant que George Meyer dit ce qu'il a sur le cœur et se fait virer L'animateur qui dessine Poochie est David Silverman. Font une apparition également Dan McGrath, Ian Maxtone-Graham, Donick Cary, Ron Hauge, Ned Goldreyer et Mike Scully.

## Production

### Origines

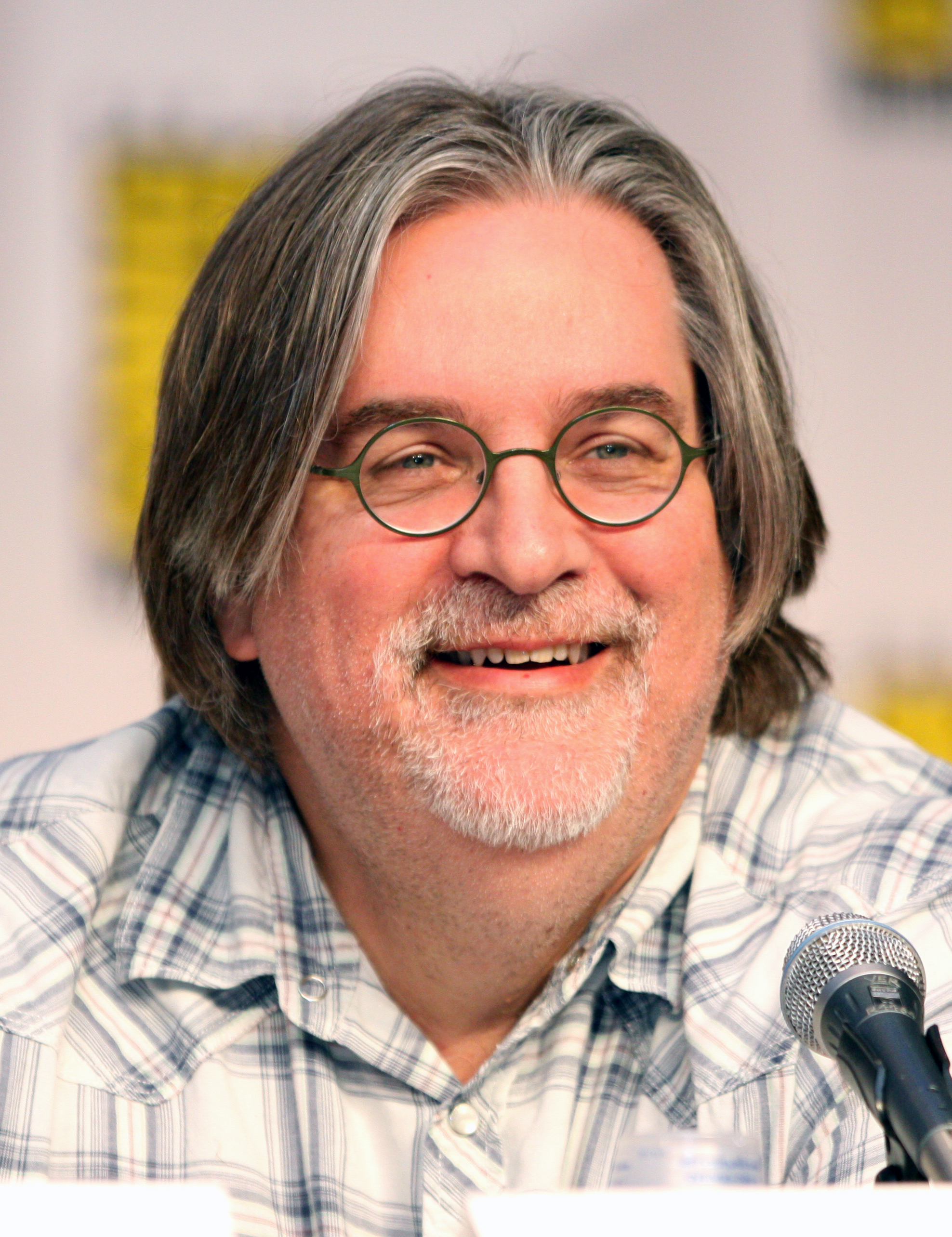
Matt Groening, créateur des Simpson et des personnages d'Itchy et Scratchy.

La mini-série Itchy et Scratchy apparaît pour la première fois dans le court métrage du Tracey Ullman Show Bart fait son show, diffusé le 20 novembre 1988. En dehors de la famille Simpson, ce sont les premiers personnages récurrents importants à apparaître. La série s'inspire de Tom et Jerry et d'autres cartoons sur les interactions entre un chat et une souris,. Lorsqu'il était enfant, le créateur des Simpson, Matt Groening, et ses amis fantasmaient sur un dessin animé ultra-violent, imaginant le plaisir que cela serait de travailler sur une telle série,. Les noms d'« Itchy » et « Scratchy » s'inspirent de « Pixie » et « Dixie », deux souris de la série Pixie et Dixie et Mr. Jinks. La bande dessinée Squeak the Mouse passe également pour être une des sources dont s'inspirent les personnages,,,. Itchy et Scratchy est également basée sur Herman et Katnip, une série de cartoons qui, selon David Silverman, « est hilarante par sa méchanceté »,. Groening aimait particulièrement le film de Disney de 1961 Les 101 Dalmatiens, et c'est une des raisons qui l'ont poussé à travailler dans le monde du dessin animé. À un moment du film, on voit en effet les chiots qui regardent la télévision : Matt Groening fut emballé par l'idée qu'on pouvait avoir un dessin animé dans un dessin animé. C'est cette idée qui est à l'origine de l'inclusion de la série Itchy et Scratchy dans les Simpson.
Selon David Silverman, les cartoons d'Itchy et Scratchy nous livrent « un commentaire ironique sur le carnage dans les dessins animés, dans la mesure où celui-ci est porté à un niveau de réalisme plus élevé. Les gosses dans Les Simpson en rigolent et nous en rigolons également, mais ce dont nous rigolons c'est, pour une part, le caractère excessif, démesuré, de cette violence. »

### Développement
« Au fil des années, nous avons reçu de nombreux courriels de fans souhaitant davantage d'Itchy et Scratchy, voire qu'ils aient leur propre série [...] nous avons assemblé plusieurs passages d'Itchy et Scratchy pour une durée totale de sept minutes, et nous l'avons montré à un public. Ils en avaient marre au bout d'une minute et demi. »

— Matt Groening.
Les courts métrages d'Itchy et Scratchy sont souvent ajoutés lorsque la durée d'un épisode a besoin d'être allongée ou lorsque les scénaristes rencontrent un problème dont ils souhaitent faire la satire,. Parfois, comme dans l'épisode Itchy, Scratchy et Poochie, les scénaristes utilisent Itchy et Scratchy pour critiquer Les Simpson. Les passages d'Itchy et Scratchy sont souvent difficiles à scénariser et prennent beaucoup de temps à développer et à concevoir, pour qu'au final ils remplissent peu de temps de l'épisode. L'écriture du scénario d'un épisode d'Itchy et Scratchy est presque toujours un travail de groupe, les gags fusant grâce aux différentes idées des intervenants. Itchy et Scratchy est l'un des coups de cœur de John Swartzwelder, qui a écrit le scénario de plusieurs épisodes centrés sur cette émission et propose presque toujours les idées pour les cartoons. Dans les premières saisons, les adeptes des Simpson réclamaient davantage d'Itchy et Scratchy, aussi les scénaristes ont-ils créé Tous à la manif, un épisode qui traite également des problèmes de censure que rencontraient certaines séries. Les cartoons sont toujours courts car, selon David Silverman, « cela ne fonctionne pas vraiment sous un format long ».
Alors qu'il a la haute main sur les Simpson (pendant les cinquième et sixième saisons), David Mirkin  est sommé par la Fox de ne plus produire d'épisodes d'Itchy et Scratchy car trop violents. En réponse, il décide de produire Itchy et Scratchy Land. La chaîne lui enjoint de ne pas faire cet épisode, et le menace, s'il passe outre, de supprimer de son propre chef les passages d'Itchy et Scratchy, avant de se raviser quand Mirkin menace de révéler toute l'affaire aux médias. Les scénaristes promettent néanmoins d'essayer de ne pas trop en faire en matière de violence, et de fait celle-ci est réduite dans certaines scènes.
Pendant leur mandat de producteurs délégués, Bill Oakley et Josh Weinstein essaient de consacrer un épisode par saison à Itchy et Scratchy. Ils notent qu'à mesure que les saisons progressent, il devient de plus en plus difficile de trouver de nouvelles idées d'épisodes sur Itchy et Scratchy. Même si l'épisode est difficile à animer, Itchy et Scratchy Land est un « rêve devenu réalité » pour les animateurs, tant ils aiment produire des scènes remplies de violence.

## Accueil
Dans un article de 2006, IGN positionne Itchy et Scratchy à la dixième place du classement des vingt-cinq meilleurs personnages secondaires des Simpson, déclarant que « l'émission d'Itchy et Scratchy met parfaitement en lumière les dessins animés, montrant à quel point la violence cartoonesque est drôle ». En 2003, le magazine Entertainment Weekly cite Itchy et Scratchy Land et Itchy, Scratchy et Poochie comme les septième et vingt-troisième meilleurs épisodes des Simpson. En 2007, John Ortved du magazine Vanity Fair pense que l'épisode Itchy, Scratchy et Poochie est le sixième meilleur épisode de l'histoire de la série, le décrivant comme « une satire classique de l'influence des chaînes, des fous de télé et des émissions qui perdurent longtemps après avoir baissé de qualité. L'épisode est une méta-célébration, une réponse taquine à tous ceux qui ont affirmé que la qualité des Simpson avait diminué au cours des années ». Todd Gilchrist le qualifie de chef-d'œuvre, déclarant qu'il pourrait « facilement être emballé et vendu séparément ». Robert Canning d'IGN écrit que « c'est toujours amusant de voir un épisode d'Itchy et Scratchy » mais il est d'avis que les épisodes courts et simples sont mieux que les épisodes longs et complexes.
Dans son livre Planet Simpson, Chris Turner décrit Itchy et Scratchy comme étant « de loin le riff visuel le plus joyeux des Simpson [...] chaque bribe d'Itchy et Scratchy comprend autant d'actions au rythme frénétique, de gags physiques et visuels en une demi-minute qu'il y en a dans une demi-douzaine d'épisodes de Bip Bip et Coyote ou dans une douzaine de Tom et Jerry ». Dans un article de Vulture de 2014, les scénaristes des Simpson indiquent quels sont les neuf passages qu'ils préfèrent dans 'Itchy et Scratchy : leur choix va du Steamboat Itchy de la quatrième saison au Le Saigneur de la bande de la quatorzième saison en passant par la scène d'ouverture du film des Simpson et par la vidéo de sécurité Safety First diffusée avant le Simpson Ride aux Universal Studios.

## Produits dérivés
Itchy et Scratchy sont inclus dans divers produits dérivés de la franchise des Simpson. Un jeu vidéo, Itchy and Scratchy in Miniature Golf Madness, dans lequel le joueur incarne Scratchy pour faire différents parcours de minigolf en évitant les attaques d'Itchy, est sorti en 1993 sur Game Boy. Un autre jeu, nommé The Itchy and Scratchy Game, dans lequel le joueur contrôle Itchy dans le but de poursuivre et battre Scratchy, est sorti en 1995 sur Genesis, Game Gear, Super NES et Game Boy,,. Itchy, Scratchy et Poochie apparaissent également dans la section Grand Theft Scratchy de Les Simpson, le jeu. Itchy et Scratchy apparaissent aussi dans des publicités pour différents produits, comme en 1999 où Bart regarde un court métrage, intitulé 500 Easy Pieces, dans une publicité pour Butterfinger. Ils apparaissent également dans la toute première scène du film Les Simpson. Les scénaristes du film savaient depuis le début qu'ils allaient commencer le film avec un épisode d'Itchy et Scratchy et ce passage est le premier à être intégré au  storyboard par les animateurs.
Le duo apparaît également dans la vidéo d'introduction de l'attraction The Simpsons Ride. Ils présentent une vidéo, appelée Safety First, qui montre aux visiteurs ce qui peut leur arriver s'ils ne suivent pas scrupuleusement les consignes relatives à la sécurité de l'attraction. On y entend uniquement la voix d'Itchy car Harry Shearer a décidé de ne pas participer à l'attraction, si bien qu'aucun des personnages qu'il double n'y parle.
En mai 2014, le label britannique de vêtements streetwear Drop Dead sort une collection à l'effigie d'Itchy et Scratchy.
Playmate Toys a sorti deux figurines d'Itchy et Scratchy dans la série World of Springfield. Sorties en avril 2001, elles représentent Itchy avec une hache et Scratchy avec un marteau. En mars 2007 McFarlane Toys sort une figurine représentant Itchy en train de torturer Scratchy avec une perceuse géante, scène tirée de l'épisode Lac Terreur de la cinquième saison.